# 新櫻花大戰
《新櫻花大戰》是一款由SEGA制作与发行的戲劇3D動作冒險游戏，在2019年12月12日于PlayStation 4平台发售日版，并同步推出中文版。本游戏是櫻花大戰系列第六作，时间点为《樱花大战V ～再见吾爱～》12年后的帝都。人物设计从原系列的藤岛康介换成久保带人，游戏类型也从系列传统的策略游戏变为动作游戏。本游戏的场景设定在虚构平行世界中1940年（太正二十九年）的日本帝都东京，位於《櫻花大戰V ～再見吾愛～》十年後的時光。
 本作的電視動畫版故事時間則是在遊戲版故事發生後的1941年（太正三十年）作為開端。

## 故事簡介
太正二十九年，世界華擊團大賽已成國際性賽事，而華擊團不再是日本專有的防衛組織。而在過去名聲響徹的帝國華擊團，如今卻面臨窮困潦倒，甚至即將被廢止的局面。而從海軍調來至帝國華集團的新任隊長神山誠十郎，如何在這殘破不堪的局面下帶領帝國華擊團重返過去的榮耀。

## 登場人物

### 帝國華擊團
神山誠十郎（聲：阿座上洋平）
本作主角，帝國華擊團·花組隊長，20歲。(靈子戰鬥機-無限白色機甲-武器-雙刀)
原為海軍特務艦長，後被調派至帝國華擊團，並任命為新帝國華擊團·花組隊長。
動畫版被調往歐洲赴任，回來時帶來一位叫克拉拉的少女。
天宮櫻（聲：佐倉綾音）
本作女主角，帝國華擊團·花組隊員，17歲。誠十郎的青梅竹馬。(靈子戰鬥機-無限粉紅色機甲-武器-單刀)
因崇拜花組的首席演員真宮寺櫻而加入花組的菜鳥隊員，嚮往著守護帝都的帝國華擊團·花組，以及支稱帝都市民們心靈的帝國歌劇團·花組。早日重振兩方是她最熱烈的期待。
動畫版在誠十郎往歐洲赴任後，代理花組隊長。
東雲初穗（聲：內田真禮）
帝國華擊團·花組隊員，17歲。帝都代代相傳的東雲神社的活招牌，也是巫女。(靈子戰鬥機-無限紅色機甲-武器-戰鎚)
出身在城邊緣的鎮上，深深喜愛著城鎮、祭典，以及鎮上的所有居民。平時粗手粗腳，但在花組扮演著可靠的統整角色。
望月薊（聲：山村響）
帝國華擊團·花組隊員，13歲。(靈子戰鬥機-無限黃色機甲-武器-單刀+手甲爪*苦無)
望月流忍者一族的後裔，年幼時即在武藝、戰術、武器方面展現出天才般的才能。懂事之前便開始接受嚴個的教育，她深信並堅守著忍者村中自古相傳的「108戒」。
安娜史塔西亞・帕爾馬（聲：福原綾香）
帝國華擊團·花組隊員，19歲。希臘人。(靈子戰鬥機-無限藍色機甲-武器-傘砲+手槍械)
活躍於歐洲劇場的演員，曾加入過許多劇團，最後加入帝國華擊團。不論在歌唱、表演方面都有高超的技巧，她那面容及身段，從男性角色以至性感的女性角色都能完美詮釋。
庫拉麗絲（聲：早見沙織）
帝國華擊團·花組隊員，16歲，盧森堡人。(靈子戰鬥機-光武青色機甲-武器-魔導書)
喜歡閱讀，聰明又惹人憐愛的文學少女。每天透過書籍學習各式各樣的事物，好奇心旺盛。本名庫拉麗莎·斯諾弗雷克，為盧森堡貴族斯諾弗雷克家所傳以書進行的魔法「重魔導」繼承者。
神崎堇（聲：富澤美智惠）
帝國華擊團總司令、大國劇場經理。
重新組織了新生帝國華擊團與大帝國劇場，同時也是帝國華擊團·花組的前首席巨星。雖然已經離開了舞臺，也收斂了以前的高傲，但依舊不失首席巨星的氣場。與人對峙時還是會散發出壓制對方存在感的淑女。看中任職於海軍的神山的能力，因此將他從海軍挖角招聘擔任帝國華擊團·花組的新隊長。灌注全力重建花組。
龍膽薰（聲：石川由依）
帝國華擊團·風組隊員，大帝國劇場事務負責人兼神崎堇的秘書。
頭腦靈活，對於數字非常敏銳。記憶力異常之高，全方位地輔助著位居帝國華擊團、大帝國劇場、神崎重工要職的堇，也受到堇的全心信任。在帝劇方面，負責事務、經理、財務。尤其是在預算方面非常嚴格，時常被人目擊她與大葉小町進行預算拉鋸戰。當花組進行戰鬥行動時，以風組隊員的身分，在作戰指令室或輸送艇「翔鯨丸」內支援司令。
大葉小町（聲：白石涼子）
帝國華擊團·風組的隊員，大帝國劇場雜貨店負責人。
大阪出身的超級商人。非常開朗，講講話有如機關槍般到有些吵。口頭禪是「算你便宜點」。平時在大帝國劇場經營雜貨店，從新聞等日用品到帝劇巨星們的周邊商品等廣泛的種類皆有販售，同時也擔任負責調度花組的資源材料。「無論什麼東西都能進貨」是她的信念，只要委託她，她都能幫忙調來。當花組進行戰鬥行動時，在作戰指令室或輸送艇「翔鯨丸」內支援司令。
司馬令士（聲：杉田智和）
帝國華擊團總工程師、大帝國劇場大型道具負責人。
跟神山是海軍學校時期的舊識。神山是兵科、司馬是機工科的首席，兩人是競爭對手也是摯友。在花組以總工程師的身分負責各種兵裝的研發與維修。或許是基於工程師的立場或同為首席的關係，從學生時期起就跟神山互相視為競爭對手，也因此常常會有爭論。另外也兼任負責大帝國劇場的大型道具，活躍於「帝擊」及「帝劇」兩方面的後臺。
大帝國劇象
大帝國劇場（帝劇）的機械宣傳人偶「大帝國劇象」。又稱為「劇象君」。被任命為帝劇「特命宣傳部長」的神山所扮演的吉祥物「劇象君」，透過帝劇的宣傳活動及收集情報來吸引大量觀眾！

### 上海華擊團
楊小龍（聲：梅原裕一郎）
上海華擊團·五神龍隊長。18歲。上海華擊團隊長的年輕人。
表裡如一討厭拐彎抹角，是有話直說的熱血男子。任何事都是笑著直接說出來，因此就算是諷刺或壞話也都讓人感受不到惡意。戰鬥中使用的格鬥技擁有非常高的攻擊力。平時以人稱「炎之炒飯使」的手藝高超廚師身分，製作令人讚不絕口的炒飯。
黃郁（聲：上坂堇）
上海華擊團·五神龍隊員。16歲。個性開朗直率，不服輸的活潑少女。
在上海華擊團中動作最為優美的特技師。個性雖然開朗，但心中比任何人都還要熱愛華擊團，因此她對不成材的帝國華擊團很不客氣。不過，她稍稍認可了絲毫不放棄持續努力的天宮櫻，也會以華擊團的前輩身分與她相處融洽。

### 倫敦華擊團
亞瑟（聲：島崎信長）
倫敦華擊團·圓桌騎士團團長，18歲。生於伯爵輩出的騎士貴族家系，繼承了代代相傳的「神劍王者之劍」的英國騎士。
充滿騎士道精神，時常著重堂堂正正的情操。平時是位認真的英國紳士，也非常受到女性的青睞，但戰鬥時就會轉變成目中無人且帶著攻擊性的性格。
蘭斯洛特（聲：沼倉愛美）
倫敦華擊團·圓桌騎士團團員，17歲。勇猛果敢且好戰的倫敦華擊團突擊隊長。
特徵是使用雙刀的猛烈劍技，加上她一身黑的打扮，因此有了「黑騎士」的別稱。充滿活力又開朗的個性，把事情想得很單純。同時擁有獨自磨練的野性與天生的純真，是行動先於思考的類型。

### 柏林華擊團
艾麗絲（聲：水樹奈奈）
柏林華擊團·黑鐵之星隊長。18歲。
非常忠實完成被交付的任務，即使任務艱難也會堅持完成作戰，是柏林華擊團的女性隊長。雖然寡言，但擁有不受任何事物影響的精神力與統率力。對於日本文化十分有興趣，時常可以看到她在帝都觀賞歌舞伎的身影。
瑪格麗特（聲：釘宮理惠）
柏林華擊團·黑鐵之星隊員。15歲。
擔任柏林華擊團作戰參謀的天才少女。嘴上不饒人，想到什麼就直說的個性令人印象深刻。她所提案的作戰計畫大多是極為難以實行，但只有柏林華擊團的隊員們能夠以高超能力將之得以實踐。

### 帝都的居民
西城樹（聲：吉岡茉祐）
深愛著帝劇及花組，是帝國歌劇團狂熱粉絲。15歲。
不論晝夜只要一有空便會造訪帝劇，與劇場的員工及客人們加深交流。興趣是收集帝劇的周邊商品，日夜努力想收齊所有收藏品。有時在收集明星照一事上，她也會把神山當成競爭對手。
本鄉裕美（聲：照井春佳）
點心店三日月店員。22歲。
個性溫和及柔和的笑容，讓不少客人為了她而造訪點心店。平時以店員的身分販賣日式點心，但在研發新產品方面也是不遺餘力。而吃了她創作出來的試作產品時，有時會引起不可思議的現象，所以被視為恐怖的對象。
村雨白秋（聲：澤城美雪）
天宮櫻之父鐵幹的老友，亦是擔任櫻的劍術老師的女劍士。年齡及來歷皆不為人知。喜歡吃蛋包飯。
身負卓越的劍技、明晰的頭腦，加上冷靜且溫和的個性，可以說是毫無缺點的優秀之人。美中不足的是她愛講諧音冷笑話的興趣，所以她說的話時常讓周遭的人感到不知所措。
從動畫版得知，現時經營一所孤兒院，其中包括人類與降魔的混血兒，深信人類與降魔能和平共處。
從瓦萊里·卡明斯基的回憶中得知她在數百年前從一顆巨大的岩石中誕生。
天宫雛田（聲：國府田麻理子）
天宮櫻之母。已故之人。雖然於27歲時過身，但她勇往直前絕不放棄的精神強烈地影響了年幼的櫻。櫻所持有的「天宮國定」為雛田遺物，繼承了母親精神成了櫻的愛刀。
天宫鐵幹（聲：速水獎）
天宮櫻之父。42歲。以鍛造師的身分打造神具為生。自從失去妻子——雛田後就獨自把櫻扶養長大。
沉默寡言，散發的氣質可說是標準的工匠氣質，但他不是只有嚴格而已，也有溫柔的一面，是個可靠的存在。對櫻的青梅竹馬的神山，會喊他「誠仔」表示親近。
望月八丹齋（聲：佐藤正治）
率領望月流忍者之村的首領，也是養育望月薊的親人。年齡不詳。
代替雙親將薊培養成忍者的過程中，也傳述給她108條村子的鐵則。他在薊進入帝國華擊團後，要求她每天寫日記，並每週都會前去帝都檢查。
總裁G（聲：置鮎龍太郎）
世界華擊團聯盟WLOF的秘書長。雖然WLOF的秘書長已經交替過好幾代了，但其本名、年齡、出身地等真實身分皆一直被包圍在謎團之中。有種說法是G是本名的首字母，但也未經證實。
周遭稱為「冷酷的執行者」的他，心中對「華擊團競技賽」的想法以及野望是……

### 降魔
夜叉（聲：横山智佐）
在華擊團大戰開幕典禮中，突然與災禍一同出現在帝都的上級降魔。尋找著名為「帝鑰」的道具。外貌與往昔帝國華擊團·花組的首席巨星相似，其真實身分出人意料。
朧（聲：岸尾大輔）
與夜叉一同突然出現在帝都的上級降魔。個性傲慢自大，內心扭曲，喜愛給人們帶來恐怖，染上絕望。善於利用卓越的魔力來使出「幻術」，來折磨上前對抗之人並確實除掉對方。搭乘機體為「傀儡機兵·荒吐」。

### 動畫原創角色

#### 莫斯科華擊團
克拉拉（聲：和多田美咲）
舊．莫斯科華擊團唯一的生存者，記憶喪失。神山前往歐洲之後帶回來的少女，並加入花組，全名是克拉拉·M·羅西柯巴 （クラーラ・M・ルシュコヴァ）。
瓦萊里·卡明斯基（聲：赤羽根健治）
新生莫斯科華擊團隊長。
蕾拉·M·羅西柯巴（聲：白石晴香）
克拉拉的姐姐，卡明斯基的部下。

## 主題曲
片頭曲檄！帝國華擊團〈新章〉
作詞：廣井王子；作曲：田中公平；編曲：根岸貴幸；主唱：帝國歌劇團·花組
片尾曲新
作詞：石井二郎；作曲：田中公平；編曲：根岸貴幸；主唱：帝國歌劇團·花組、艾麗絲（水樹奈奈）、蘭斯洛特（沼倉愛美）、黃郁（上坂堇）

## 出版書籍
新櫻花大戰 the Comic（全3冊）
| 冊數 | 集英社         | 集英社                 | 東立出版社    | 東立出版社             |
| 冊數 | 發售日期       | ISBN                   | 發售日期      | ISBN                   |
| ---- | -------------- | ---------------------- | ------------- | ---------------------- |
| 1    | 2019年12月19日 | ISBN 978-4-08-891441-1 | 2022年4月18日 | ISBN 978-957-26-7174-0 |
| 2    | 2020年4月17日  | ISBN 978-4-08-891494-7 | 2022年5月23日 | ISBN 978-957-26-7175-7 |
| 3    | 2020年7月17日  | ISBN 978-4-08-891568-5 | 2022年8月18日 | ISBN 978-957-26-8115-2 |

新櫻花大戰 the Novel ～緋櫻之時～
| 集英社         | 集英社                 |
| 發售日期       | ISBN                   |
| -------------- | ---------------------- |
| 2019年12月19日 | ISBN 978-4-08-703490-5 |

## 電視動畫
《新櫻花大戰》改编动画《新櫻花大戰 the Animation》於2020年4月3日正式開播。动画由三次元负责制作，将沿用游戏声优（動畫原創角色將沿用全新聲優），监督和系列构成由小野学担任。本作故事背景則為遊戲故事《新櫻花大戰》完結後的一年。

### 主題曲
片頭曲檄！帝國華擊團〈新章〉
作詞：廣井王子；作曲：田中公平；主唱：帝國歌劇團·花組
片尾曲夢櫻
作詞：藤林聖子；作曲：田中公平；編曲：岸村正實；主唱：帝國歌劇團·花組、艾麗絲（水樹奈奈）、蘭斯洛特（沼倉愛美）、黃郁（上坂堇）

### 各話列表
| 话数   | 日文标题 | 中文标题          | 剧本     | 分镜             | 演出     | CG導演   |
| ------ | -------- | ----------------- | -------- | ---------------- | -------- | -------- |
| 第1話  |          |                   | 浦畑達彦 | 小野學           | 浅利藤彰 | 西野弘泰 |
| 第2話  |          |                   | 砂山藏澄 | 石黑達也 中野☆陽 | 後藤康德 | 奧川尚彌 |
| 第3話  |          |                   | 砂山藏澄 | 今義和           |          | 平松法子 |
| 第4話  |          |                   | 鈴木貴昭 | 坂田純一         | 浅利藤彰 | 西野弘泰 |
| 第5話  |          |                   | 鈴木貴昭 | 松園公           | 後藤康德 | 奥川尚弥 |
| 第6話  |          |                   | 砂山藏澄 | 中野典克         |          | 平松法子 |
| 第7話  |          |                   | 浦畑達彦 | 增田敏彥         | 浅利藤彰 | 西野弘泰 |
| 第8話  |          |                   | 鈴木貴昭 | セトウケンジ     | 後藤康德 | 奥川尚弥 |
| 第9話  |          |                   | 砂山藏澄 | 高橋丈夫         |          | 平松法子 |
| 第10話 |          |                   | 砂山藏澄 | 坂田純一         | 浅利藤彰 | 西野弘泰 |
| 第11話 |          |                   | 砂山藏澄 | 今義和           | 橋本直人 | 奥川尚弥 |
| 第12話 |          | 大团圆 未来的希望 | 浦畑達彦 | 小野學           | 石黑達也 | 平松法子 |

### 藍光與DVD
| 卷數 | 發售日期      | 收錄話數       | 規格編號   | 規格編號   | 規格編號   |
| 卷數 | 發售日期      | 收錄話數       | 藍光特裝版 | 藍光一般版 | DVD特装版  |
| ---- | ------------- | -------------- | ---------- | ---------- | ---------- |
| 1    | 2020年6月17日 | 第1話－第3話   | PCXP-50761 | PCXP-50771 | PCBP-54311 |
| 2    | 2020年6月17日 | 第4話－第6話   | PCXP-50762 | PCXP-50772 | PCBP-54312 |
| 3    | 2020年7月15日 | 第7話－第9話   | PCXP-50763 | PCXP-50773 | PCBP-54313 |
| 4    | 2020年8月19日 | 第10話－第12話 | PCXP-50764 | PCXP-50774 | PCBP-54314 |